# 민더스트리
민더스트리(Mindustry)는 아누켄(Anuken)이 리브레 GNU 공중 사용 허가서 v3에 따라 개발하고 게시한 실시간 전략, 공장 관리 및 타워 방어 게임이다. 마이크로소프트 윈도우, macOS, 리눅스, 안드로이드 (운영체제) 및 iOS에서 사용할 수 있으며 스팀 (서비스)과 같은 플랫폼에서 구입하거나 작성자로부터 무료로 다운로드할 수 있다. 오픈 소스 게임이므로 플레이어는 제한 없이 게임과 클라이언트를 수정할 수 있으며 광고나 인앱 구매가 없다. 개발은 기부로 지원된다.

## 게임플레이
민더스트리는 하향식 2차원 그리드 기반 게임으로, 플레이어는 중앙 구조물("코어")에서 배치된 소형 건설선의 역할을 맡는다. 게임플레이의 기본 요소는 자원 추출, 운송 및 조직, 첨단 재료 및 처리 시설의 제조, 방어 및 공격 구조물의 건설 및 유지, 전투 유닛 생산, 우수한 기술 연구이다.
게임플레이의 중심 목표는 플레이어가 코어가 파괴되는 것을 방지하는 것이다. 다른 모든 구조물은 재건할 수 있지만 핵심이 파괴되면 손실이 발생한다. "생존" 맵에서는 적들이 코어에 도달하여 파괴하기 전에 죽여야 하는 점점 더 강한 유닛의 물결로 파견되므로 타워 방어 게임과 유사하다. 적의 길 찾기는 방어가 취약한 지역을 찾아 돌파한다. 반대로, "공격" 지도에는 (유닛의 물결 외에도) 승리하려면 파괴해야 하는 적의 방어 구조물과 코어가 있다.
이 게임에는 재료, 구조, 유닛 및 게임 플레이가 서로 다른 두 개의 행성인 세르풀로(Serpulo)와 에레키르(Erekir)가 포함되어 있다. 세르풀로에는 16개의 재료, 131개의 조립 가능한 블록, 18개의 포탑 및 35개의 제조 가능한 유닛이 있다(각 트리에는 5개의 유닛이 있다. 지상용 트리 3개, 공중용 2개, 해군용 2개). 에레키르에는 10개의 재료, 98개의 블록, 10개의 포탑, 15개의 유닛(지상 나무 2개, 공중 1개)이 있다. 세르풀로에서 "논리 블록"은 유닛과 건물을 제어하기 위한 어셈블리와 유사한 언어를 제공한다. 두 행성 모두에서 특정 배열의 임의 블록으로 구성된 청사진인 "설계도"를 저장하고 재사용하는 것이 가능하다.
주요 싱글 플레이어 게임 모드는 플레이어가 일련의 지역(일부는 살아남은 적군 파도, 일부는 적 기지를 공격)을 점령하여 행성을 정복하는 임무를 맡는 캠페인이다. 지역을 점령한 후에는 더 많은 생산 능력을 구축하고 자재를 다른 지역으로 수출하는 데 사용할 수 있다. 캠페인 외에도 편집기와 샌드박스 모드가 있으며 플레이어가 사용자 정의 지도를 만든다.
멀티플레이어 서버에는 협동 맵(모든 플레이어가 팀을 공유하고 컴퓨터가 제어하는 적을 물리치려고 시도하는 맵)과 팀 및 개인전 PvP가 있다.